# Grive à ailes tachetées
Geokichla spiloptera
Espèce
Synonymes
- Zoothera spiloptera (protonyme)

Statut de conservation UICN

 NT  : Quasi menacé
La Grive à ailes tachetées (Geokichla spiloptera) est une espèce de passereaux de la famille des Turdidae endémique du Sri Lanka.

## Description
Les adultes de cette espèce mesurent 27 cm de long, sont brun clair dessus avec une double barre alaire de taches blanches. La face pâle a deux barres sombres. Le dessous est blanc avec des taches sombres. Le bec est noir et les pattes sont jaunes. Le chant est un sifflet riche et varié.
Les jeunes oiseaux ont des stries chamois sur la face supérieure, et la face et le ventre sont beige avec des rayures foncées.

## Répartition et habitat
Elle est endémique au Sri Lanka. Cette espèce rare vit dans les forêts humides et, dans une moindre mesure, dans les forêts sèches, à une altitude comprise entre 500 et 2 000 m.

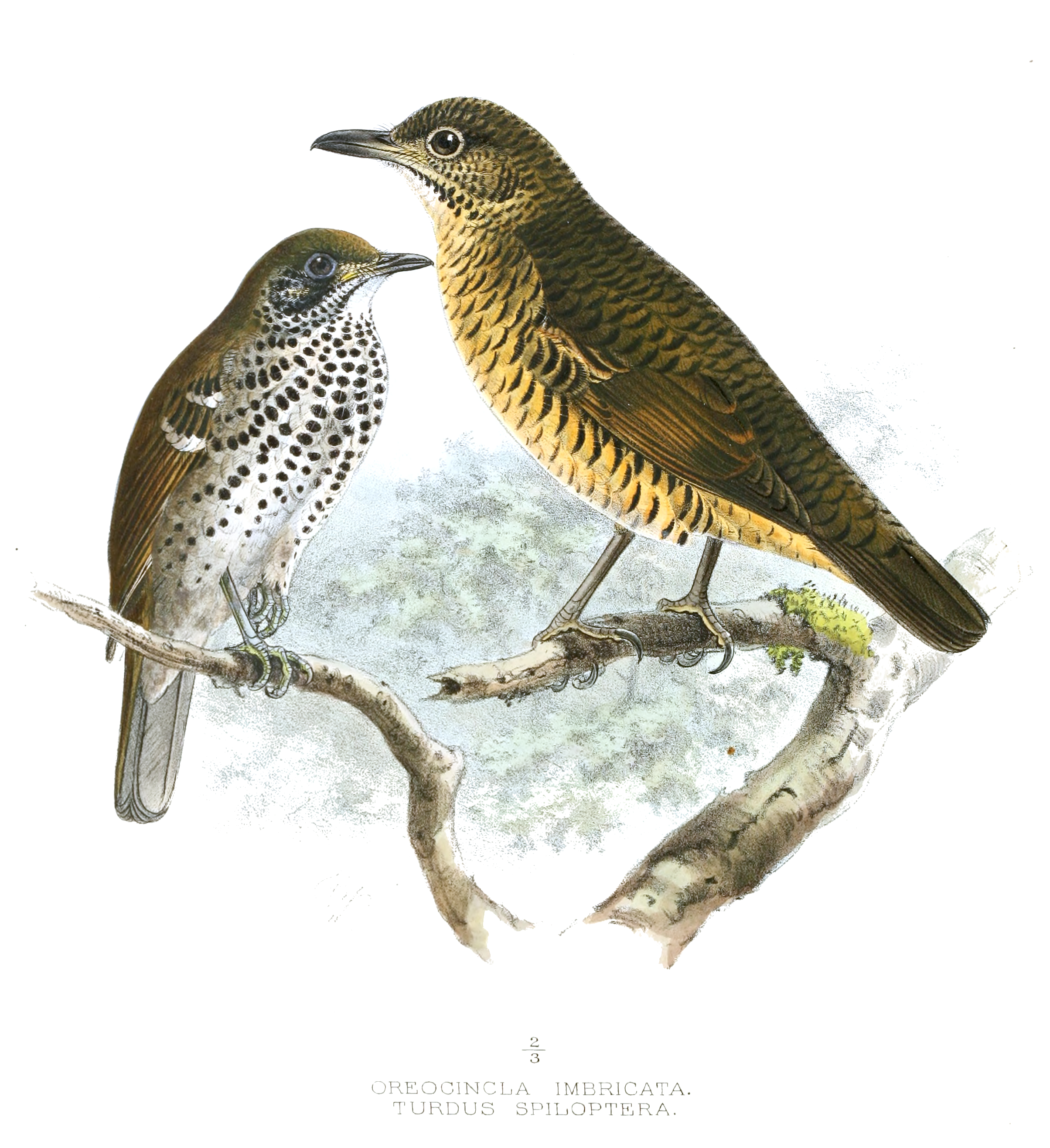
Illustration du 19em siècle montrant la Grives à ailes tachetées

Les zones d'hivernage sont semblables, mais comprennent des zones moins boisées et, généralement, entre 750 et 1 500 m d'altitude. La Grive à ailes tachetées est généralement solitaire et, comme les autres grives du genre Zoothera, peuvent être très discrètes, en particulier dans les sous-bois denses et les massifs de bambous qu'elle apprécie.

## Alimentation
La grive à ailes tachetées est omnivore, mais se nourrit beaucoup plus d'insectes que de fruits. Elle se nourrit sur le sol.

## Reproduction
Le nid ample et en coupe, fait de végétaux, est placé dans une fourche d'arbre. 2-3 œufs chamois ou bleu-vert y sont pondus. Cette espèce a deux couvées par an.

## Population et conservation
Elle est menacée par la perte de son habitat.